# Castelul Esch-sur-Sûre

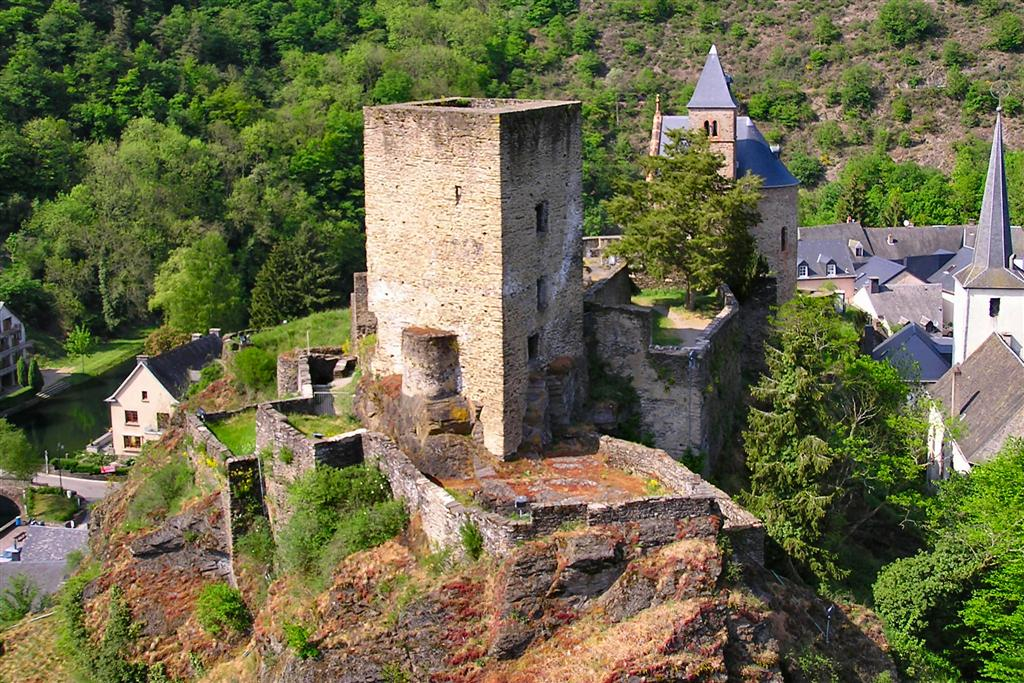
Castelul Esch-sur-Sûre

Castelul Esch-sur-Sûre (în franceză Château d'Esch-sur-Sûre), aflat acum în ruină, este situat pe un pinten din micul oraș Esch-sur-Sûre din nord-vestul Luxemburgului. Este protejat în mod natural de un meandru ascuțit al râului Sûre care înconjoară orașul și castelul pe trei laturi.

## Istorie
În 927, un anume Meginaud sau Maingaud și soția sa Hiletrude au achiziționat locul Esch-sur-Sûre unde a construit un turn romanesc de opt metri pătrați, precum și clădiri ale unei ferme. Castelul a fost lărgit considerabil în stil gotic de către ultimii doi conți de Esch în secolul al XIII-lea.
Odată cu introducerea prafului de pușcă în secolul al XV-lea, au fost necesare defensive suplimentare. Întregul sat a fost consolidat cu un zid solid care se întinde pe 450 de metri în jurul satului complet cu două turnuri defensive. Turnul de veghe rotund sau Lochturm vizavi de gardă a fost construit și în secolul al XV-lea, la fel ca poarta de intrare și grajdurile castelului. Castelul a început să se deterioreze la mijlocul secolului al XVI-lea și a fost demontat în 1685 de trupele lui Ludovic al XIV-lea. Peretele exterior a fost însă lăsat intact, deoarece mulți oameni au folosit acest perete pentru pereții caselor lor. Castelul a ajuns apoi în mâinile oamenilor obișnuiți. Când Victor Hugo a vizitat satul în 1871, mai multe familii locuiau încă acolo. În 1902, egipteanul Martin Riano d’Hutzt a cumpărat ruinele de la stat pentru 1.000 de franci. L-a însărcinat pe arhitectul Charles Arendt cu lucrările de restaurare și capela a fost restaurată în 1906, dar apoi se pare că fondurile s-au epuizat.

## Castelul azi
Astăzi au rămas doar ruinele castelului, deși statul a achiziționat situl în 2005 și a început lucrările de restaurare în anul următor. Situl este deschis publicului și este iluminat seara.